# Janusz Osicki
Janusz Stanisław Osicki (ur. 1949 w Gdyni) – polski malarz, profesor  Wydziału Architektury Politechniki Gdańskiej.

## Życiorys
Studiował w latach 1971–1976 w Państwowej Wyższej Szkole Sztuk Plastycznych w Gdańsku na Wydziale Malarstwa, w pracowni prof. Kazimierza Śramkiewicza. Dyplom uzyskał w 1976 roku. Od października 1979 r. zatrudniony w Katedrze Rysunku, Malarstwa i Rzeźby na Wydziale Architektury Politechniki Gdańskiej. Pracował pod kierunkiem prof. Zdzisława Brodowicza i prof. Jana Góry. W 1989 uzyskał stopień doktora i od tego czasu jako adiunkt prowadzi samodzielnie zajęcia z rysunku i malarstwa ze studentami Wydziału Architektury Politechniki Gdańskiej. W 2000  uzyskał kwalifikacje II stopnia w dziedzinie sztuki (doktora habilitowanego).

## Odznaczenia
- Srebrny Krzyż Zasługi (1999)[1]
- Złoty Krzyż Zasługi (2004)[2]